# Polyaulax
Polyaulax es un género de plantas fanerógamas con una especie perteneciente a la familia de las anonáceas Polyaulax cylindrocarpa. Son nativas de Indonesia y Nueva Guinea. 
En PlantList figura como un sinónimo de Meiogyne cylindrocarpa (Burck) Heusden